# آکیو ساتو (کشتی‌گیر)
آکیو ساتو (انگلیسی: Akio Sato؛ زادهٔ ۱۳ فوریهٔ ۱۹۵۳) کشتی‌گیر، و کشتی‌گیر کشتی حرفه‌ای اهل ژاپن است.